# Viñamar Airport
Viñamar Airport är en flygplats i Chile. Den ligger i provinsen Provincia de Valparaíso och regionen Región de Valparaíso, i den södra delen av landet, 70 km väster om huvudstaden Santiago de Chile. Viñamar Airport ligger 290 meter över havet.
Terrängen runt Viñamar Airport är kuperad österut, men västerut är den platt. Närmaste större samhälle är Casablanca, 6,3 km nordväst om Viñamar Airport.
I omgivningarna runt Viñamar Airport växer huvudsakligen savannskog. Runt Viñamar Airport är det ganska glesbefolkat, med 32 invånare per kvadratkilometer.